# Tigerenten Club Xtra
Tigerenten Club Xtra war ein Wissensmagazin für Kinder, das neben der Spielshow Tigerenten Club ausgestrahlt wurde.

## Sendung
Das Magazin lief samstags um 07:35 Uhr im Ersten, um 10:15 Uhr im SWR, und dann um 13:40 Uhr im KiKA. Es bot damals Wissensvermittlung und Service für Kinder. Außerdem gab es auch viele Elemente wie Entdeckungsreisen und die Tigerentenreportagen, sowie Neuigkeiten aus den Bereichen Kultur, Musik und Show. Bis 31. März 2012 wurden 113 Ausgaben ausgestrahlt. Im August 2012 wurde der „Tigerenten Club Xtra“ vorerst aus Rechtsgründen eingestellt und durch die neue Sendung motzgurke.tv – Die Tigerenten-Reporter zeigen's euch! ersetzt.

## Moderation
Die Sendung wurde von 2009 bis 2012 von den damaligen Tigerenten Club Moderatoren Katharina Gast und Pete Dwojak moderiert. 